# Wolfgang Pycha
Wolfgang Pycha (* 15. August 1928 in Leobersdorf; † 22. Jänner 2024) war ein österreichischer Beamter und Generaldirektor der Österreichischen Bundesbahnen.

## Leben
Wolfgang Clemens Pycha war vom 14. Juni 1974 bis 13. Juni 1984 Generaldirektor der Österreichischen Bundesbahnen und von 1. Juli 1974 bis 30. Juni 1976 erster und bislang einziger österreichischer Präsident der Internationalen Eisenbahnverbandes (Union internationale des chemins de fer).
Er trug den akademischen Grad Dr. jur., den Amtstitel Hofrat sowie einen Professortitel der Fakultät für Wirtschaftswissenschaften der Universität Triest.

## Auszeichnungen und Ehrungen
- Großes Ehrenzeichen für Verdienste um die Republik Österreich
- Ehrenzeichen des Landes Salzburg
- Großes Verdienstkreuz mit Stern des Verdienstordens der Bundesrepublik Deutschland
- Großoffizier des Verdienstordens der Italienischen Republik 1978
- Medaille in Gold für Kultur und Kunst der Republik Italien 1985
- Großoffizier des Portugiesischen Verdienstordens 1984
- Jordanischer Unabhängigkeits-Orden Erster Klasse
- Großoffizier des Verdienstordens des Großherzogtums Luxemburg
- Wappenplakette in Gold der Stadt Krems
- Ungarischer Fahnenorden[1]

## Publikationen
- I collegamenti ferroviari alpini con particolare riferimento a Trieste e alla Regione Friuli - Venezia Giulia (raccolta delle Lezioni del Prof. Wolfgang Clemens Pycha/Triest, April–Mai 1984)